# Masomah Ali Zada
Masomah Ali Zada (11 marzo 1996) è una ciclista su strada afghana.

## Biografia
Masomah Ali Zada è originaria dell'Afghanistan, di etnia Hazara, ma ha passato la sua infanzia in esilio in Iran. 
Ha frequentato la scuola superiore e l'università a Kabul dove ha studiato sport e ha lavorato come insegnante sportiva. Nonostante la disapprovazione delle parti conservatrici della società iraniana, ha iniziato a praticare ciclismo con un gruppo di giovani donne che ha ottenuto buoni risultati entrando a far parte della squadra nazionale di ciclismo. 
Nel 2016 è scappata in Francia con la sua famiglia dove ha chiesto asilo.
Ha vinto una borsa di studio degli Atleti Olimpici Rifugiati e attualmente studia ingegneria civile a Lilla, dove vive con sua sorella e si allena con Thierry Communal apprestandosi a gareggiare nella squadra degli Atleti Olimpici Rifugiati nei Giochi Olimpici di Tokyo 2020.
Nel 2016 è apparsa con sua sorella Zahra nel documentario “Les Petites Reines de Kaboul”, girato dal canale televisivo francese Arte Along. Il documentario mostra le difficoltà di essere una donna ciclista in Afghanistan.
Nel 2022 è stata nominata membro della Commissione Atleti del Comitato Olimpico Internazionale.

## Piazzamenti

### Competizioni mondiali
- Campionati mondiali

Glasgow 2023 - Cronometro Elite: 84ª
- Giochi olimpici

Tokyo 2020 - Cronometro: 25ª